# Sermange
Sermange település Franciaországban, Jura megyében. Lakosainak száma 236 fő (2022. január 1.). Sermange Saligney, Auxange, Gendrey, Malange és Serre-les-Moulières községekkel határos.

## Népesség
A település népessége az elmúlt években az alábbi módon változott:
| Lakosok száma | 153  | 186  | 210  | 260  | 265  | 264  | 249  | 236  | 231  | 236  |
|               | 1968 | 1982 | 1990 | 2006 | 2013 | 2015 | 2017 | 2019 | 2020 | 2022 |